# La punta del diablo
La punta del diablo es una película de drama de 2005. Dirigida por Marcelo Paván, esta protagonizado por Manuel Callau, Romina Paula, Lautaro Delgado y Axel Pauls.

## Sinopsis
Roberto (Callau), un exitoso neurocirujano argentino frente al autodiagnóstico irreversible de un tumor cerebral, emprende un viaje para aislarse de sus afectos y sus ocupaciones. Cuando María (Romina Paula) se cruza en su camino, la confunde con una antigua paciente suya. La sigue hasta el desolado pueblo de pescadores de Punta del Diablo, en Uruguay; pero allí, su buscado aislamiento se complica por la presencia de la pareja de María y Franco (Delgado), quienes de a poco, y pese a la resistencia de Roberto, lo van conectando con la vida y la incertidumbre de su pronóstico.

## Premios
- 13.ª Muestra de Cine Latinoamericano de Cataluña (2007): mejor director.[4]